# Mauá
Mauá − miasto w Brazylii, w stanie São Paulo.
Liczba mieszkańców w 2006 roku wynosiła 413 943.
W tym mieście rozwinął się przemysł chemiczny, skórzany, metalowy, ceramiczny oraz rafineryjny.
W mieście mają siedzibę kluby piłkarskie Grêmio Esportivo Mauaense i Mauá FC.